# Anchiphiloscia kenyensis
Anchiphiloscia kenyensis is een pissebed uit de familie Philosciidae. De wetenschappelijke naam van de soort is voor het eerst geldig gepubliceerd in 1980 door Taiti & Ferrara.